# Mistrovství světa v orientačním běhu 2006
23. Mistrovství světa v orientačním běhu proběhlo v Dánsku s centrem ve městě Aarhus, jenž leží na východním pobřeží Jutského poloostrova při Århuském zálivu (Århus Bugt). Termín konání mistrovství byl 29. července – 5. srpna 2006. Šlo o dvacáté třetí mistrovství světa a druhé pořádané Dánským svazem orientačního běhu (Dansk Orienterings-Forbund).

## Program závodů
| Den          | Závod                | Centrum závodu                |
| ------------ | -------------------- | ----------------------------- |
| 29. července | Kvalifikace – Middle | Hjortsballe Krat              |
| 30. července | Kvalifikace – Long   | Linå Vesterskov               |
| 1. srpna     | Kvalifikace – Sprint | Aarhus (Mindeparken)          |
| 1. srpna     | Finále – Sprint      | Aarhus (Mindeparken)          |
| 2. srpna     | Finále - Long        | Silkeborg (Addit/Løndal Skov) |
| 4. srpna     | Finále - Middle      | Bjerringbro (Gjern Bakker)    |
| 5. srpna     | Štafety              | Silkeborg (Himmelbjerget)     |

Nominovaní byli:
Ženy: Dana Brožková 1981 (SC Jičín), Radka Brožková 1984 (SC Jičín), Zuzana Macúchová 1979 (Tesla Brno), Eva Juřeníková 1978 (Domnarvets GOIF), Zdenka Stará 1979 (Tesla Brno). Náhradnice: Martina Dočkalová 1983 (Lokomotiva Pardubice).
Muži: Tomáš Dlabaja 1983 (Žabovřesky Brno), Petr Losman 1979 (OK 99 Hradec Králové), Vladimír Lučan 1977 (Lokomotiva Pardubice), Jan Šedivý 1984 (Praga Praha), Michal Smola 1981 (SKOB Zlín). Náhradník: Jan Palas 1985 (Žabovřesky Brno)

## Výsledky – sprint
| Muži                                                                                        | Muži                                                                                        | Muži                                                                                        | Muži                                                                                        | Muži                                                                                        | Ženy                                                                                        | Ženy                                                                                        | Ženy                                                                                        | Ženy                                                                                        | Ženy                                                                                        |
| ------------------------------------------------------------------------------------------- | ------------------------------------------------------------------------------------------- | ------------------------------------------------------------------------------------------- | ------------------------------------------------------------------------------------------- | ------------------------------------------------------------------------------------------- | ------------------------------------------------------------------------------------------- | ------------------------------------------------------------------------------------------- | ------------------------------------------------------------------------------------------- | ------------------------------------------------------------------------------------------- | ------------------------------------------------------------------------------------------- |
| - Traťové parametry: 3,1 km, 21 kontrol, 42 m převýšení. - Mapa: Mindeparken 1:15 000 E 5 m | - Traťové parametry: 3,1 km, 21 kontrol, 42 m převýšení. - Mapa: Mindeparken 1:15 000 E 5 m | - Traťové parametry: 3,1 km, 21 kontrol, 42 m převýšení. - Mapa: Mindeparken 1:15 000 E 5 m | - Traťové parametry: 3,1 km, 21 kontrol, 42 m převýšení. - Mapa: Mindeparken 1:15 000 E 5 m | - Traťové parametry: 3,1 km, 21 kontrol, 42 m převýšení. - Mapa: Mindeparken 1:15 000 E 5 m | - Traťové parametry: 2,7 km, 15 kontrol, 30 m převýšení. - Mapa: Mindeparken 1:15 000 E 5 m | - Traťové parametry: 2,7 km, 15 kontrol, 30 m převýšení. - Mapa: Mindeparken 1:15 000 E 5 m | - Traťové parametry: 2,7 km, 15 kontrol, 30 m převýšení. - Mapa: Mindeparken 1:15 000 E 5 m | - Traťové parametry: 2,7 km, 15 kontrol, 30 m převýšení. - Mapa: Mindeparken 1:15 000 E 5 m | - Traťové parametry: 2,7 km, 15 kontrol, 30 m převýšení. - Mapa: Mindeparken 1:15 000 E 5 m |
| Umístění                                                                                    | Země                                                                                        | Jméno                                                                                       | Čas                                                                                         | Ztráta                                                                                      | Umístění                                                                                    | Země                                                                                        | Jméno                                                                                       | Čas                                                                                         | Ztráta                                                                                      |
|                                                                                             | Švédsko                                                                                     | Emil Wingstedt                                                                              | 0:13:35                                                                                     |                                                                                             |                                                                                             | Austrálie                                                                                   | Johanna Allstonová                                                                          | 0:13:13                                                                                     |                                                                                             |
|                                                                                             | Švýcarsko                                                                                   | Daniel Hubmann                                                                              | 0:13:36                                                                                     | + 0:00:01                                                                                   |                                                                                             | Švýcarsko                                                                                   | Simone Niggli-Luderová                                                                      | 0:13:19                                                                                     | + 0:00:06                                                                                   |
|                                                                                             | Dánsko                                                                                      | Claus Bloch                                                                                 | 0:13:37                                                                                     | + 0:00:02                                                                                   |                                                                                             | Švédsko                                                                                     | Kajsa Nilssonová                                                                            | 0:13:24                                                                                     | + 0:00:11                                                                                   |
| 18.                                                                                         | Česko                                                                                       | Tomáš Dlabaja                                                                               | 0:14:29                                                                                     | + 0:00:54                                                                                   | 15.                                                                                         | Česko                                                                                       | Dana Brožková                                                                               | 0:15:01                                                                                     | + 0:01:48                                                                                   |
| 30.                                                                                         | Česko                                                                                       | Petr Losman                                                                                 | 0:14:56                                                                                     | + 0:01:21                                                                                   | 18.                                                                                         | Česko                                                                                       | Zuzana Macúchová                                                                            | 0:15:12                                                                                     | + 0:01:59                                                                                   |
| 35.                                                                                         | Česko                                                                                       | Jan Šedivý                                                                                  | 0:15:07                                                                                     | + 0:01:32                                                                                   | 23.                                                                                         | Česko                                                                                       | Zdenka Stará                                                                                | 0:15:25                                                                                     | + 0:02:12                                                                                   |

## Výsledky – krátká trať (Middle)
| Muži                                                                                              | Muži                                                                                              | Muži                                                                                              | Muži                                                                                              | Muži                                                                                              | Ženy                                                                                              | Ženy                                                                                              | Ženy                                                                                              | Ženy                                                                                              | Ženy                                                                                              |
| ------------------------------------------------------------------------------------------------- | ------------------------------------------------------------------------------------------------- | ------------------------------------------------------------------------------------------------- | ------------------------------------------------------------------------------------------------- | ------------------------------------------------------------------------------------------------- | ------------------------------------------------------------------------------------------------- | ------------------------------------------------------------------------------------------------- | ------------------------------------------------------------------------------------------------- | ------------------------------------------------------------------------------------------------- | ------------------------------------------------------------------------------------------------- |
| - Traťové parametry: 6,3 km, 23 kontrol, 240 m převýšení. - Mapa: Hjortsballe Krat 1:15 000 E 5 m | - Traťové parametry: 6,3 km, 23 kontrol, 240 m převýšení. - Mapa: Hjortsballe Krat 1:15 000 E 5 m | - Traťové parametry: 6,3 km, 23 kontrol, 240 m převýšení. - Mapa: Hjortsballe Krat 1:15 000 E 5 m | - Traťové parametry: 6,3 km, 23 kontrol, 240 m převýšení. - Mapa: Hjortsballe Krat 1:15 000 E 5 m | - Traťové parametry: 6,3 km, 23 kontrol, 240 m převýšení. - Mapa: Hjortsballe Krat 1:15 000 E 5 m | - Traťové parametry: 5,2 km, 22 kontrol, 200 m převýšení. - Mapa: Hjortsballe Krat 1:15 000 E 5 m | - Traťové parametry: 5,2 km, 22 kontrol, 200 m převýšení. - Mapa: Hjortsballe Krat 1:15 000 E 5 m | - Traťové parametry: 5,2 km, 22 kontrol, 200 m převýšení. - Mapa: Hjortsballe Krat 1:15 000 E 5 m | - Traťové parametry: 5,2 km, 22 kontrol, 200 m převýšení. - Mapa: Hjortsballe Krat 1:15 000 E 5 m | - Traťové parametry: 5,2 km, 22 kontrol, 200 m převýšení. - Mapa: Hjortsballe Krat 1:15 000 E 5 m |
| Umístění                                                                                          | Země                                                                                              | Jméno                                                                                             | Čas                                                                                               | Ztráta                                                                                            | Umístění                                                                                          | Země                                                                                              | Jméno                                                                                             | Čas                                                                                               | Ztráta                                                                                            |
|                                                                                                   | Norsko                                                                                            | Holger Hott Johansen                                                                              | 0:35:49                                                                                           |                                                                                                   |                                                                                                   | Švýcarsko                                                                                         | Simone Niggli-Luderová                                                                            | 0:33:58                                                                                           |                                                                                                   |
|                                                                                                   | Finsko                                                                                            | Jarkko Huovila                                                                                    | 0:35:58                                                                                           | + 0:00:09                                                                                         |                                                                                                   | Norsko                                                                                            | Marianne Andersenová                                                                              | 0:34:21                                                                                           | + 0:00:22                                                                                         |
|                                                                                                   | Spojené království                                                                                | Jamie Stevenson                                                                                   | 0:36:00                                                                                           | + 0:00:11                                                                                         |                                                                                                   | Rusko                                                                                             | Taťána Rjabkinová                                                                                 | 0:36:14                                                                                           | + 0:02:16                                                                                         |
| 19.                                                                                               | Česko                                                                                             | Vladimír Lučan                                                                                    | 0:38:24                                                                                           | + 0:02:35                                                                                         | 15.                                                                                               | Česko                                                                                             | Eva Juřeníková                                                                                    | 0:40:00                                                                                           | + 0:06:02                                                                                         |
| 30.                                                                                               | Česko                                                                                             | Jan Šedivý                                                                                        | 0:40:20                                                                                           | + 0:04:31                                                                                         | 32.                                                                                               | Česko                                                                                             | Radka Brožková                                                                                    | 0:43:34                                                                                           | + 0:09:36                                                                                         |
| 40.                                                                                               | Česko                                                                                             | Michal Smola                                                                                      | 0:43:23                                                                                           | + 0:07:34                                                                                         | 38.                                                                                               | Česko                                                                                             | Zdenka Stará                                                                                      | 0:45:38                                                                                           | + 0:11:40                                                                                         |

## Závod na klasické trati (Long)
| Muži                                                                                              | Muži                                                                                              | Muži                                                                                              | Muži                                                                                              | Muži                                                                                              | Ženy                                                                                              | Ženy                                                                                              | Ženy                                                                                              | Ženy                                                                                              | Ženy                                                                                              |
| ------------------------------------------------------------------------------------------------- | ------------------------------------------------------------------------------------------------- | ------------------------------------------------------------------------------------------------- | ------------------------------------------------------------------------------------------------- | ------------------------------------------------------------------------------------------------- | ------------------------------------------------------------------------------------------------- | ------------------------------------------------------------------------------------------------- | ------------------------------------------------------------------------------------------------- | ------------------------------------------------------------------------------------------------- | ------------------------------------------------------------------------------------------------- |
| - Traťové parametry: 17,5 km, 32 kontrol, 880 m převýšení. - Mapa: Linå Vesterskov 1:15 000 E 5 m | - Traťové parametry: 17,5 km, 32 kontrol, 880 m převýšení. - Mapa: Linå Vesterskov 1:15 000 E 5 m | - Traťové parametry: 17,5 km, 32 kontrol, 880 m převýšení. - Mapa: Linå Vesterskov 1:15 000 E 5 m | - Traťové parametry: 17,5 km, 32 kontrol, 880 m převýšení. - Mapa: Linå Vesterskov 1:15 000 E 5 m | - Traťové parametry: 17,5 km, 32 kontrol, 880 m převýšení. - Mapa: Linå Vesterskov 1:15 000 E 5 m | - Traťové parametry: 11,7 km, 24 kontrol, 595 m převýšení. - Mapa: Linå Vesterskov 1:15 000 E 5 m | - Traťové parametry: 11,7 km, 24 kontrol, 595 m převýšení. - Mapa: Linå Vesterskov 1:15 000 E 5 m | - Traťové parametry: 11,7 km, 24 kontrol, 595 m převýšení. - Mapa: Linå Vesterskov 1:15 000 E 5 m | - Traťové parametry: 11,7 km, 24 kontrol, 595 m převýšení. - Mapa: Linå Vesterskov 1:15 000 E 5 m | - Traťové parametry: 11,7 km, 24 kontrol, 595 m převýšení. - Mapa: Linå Vesterskov 1:15 000 E 5 m |
| Umístění                                                                                          | Země                                                                                              | Jméno                                                                                             | Čas                                                                                               | Ztráta                                                                                            | Umístění                                                                                          | Země                                                                                              | Jméno                                                                                             | Čas                                                                                               | Ztráta                                                                                            |
|                                                                                                   | Finsko                                                                                            | Jani Lakanen                                                                                      | 1:45:01                                                                                           |                                                                                                   |                                                                                                   | Švýcarsko                                                                                         | Simone Niggli-Luderová                                                                            | 1:19:50                                                                                           |                                                                                                   |
|                                                                                                   | Švýcarsko                                                                                         | Marc Lauenstein                                                                                   | 1:46:10                                                                                           | + 0:01:09                                                                                         |                                                                                                   | Norsko                                                                                            | Marianne Andersenová                                                                              | 1:20:16                                                                                           | + 0:00:26                                                                                         |
|                                                                                                   | Rusko                                                                                             | Andrej Chramov                                                                                    | 1:46:41                                                                                           | + 0:01:40                                                                                         |                                                                                                   | Česko                                                                                             | Dana Brožková                                                                                     | 1:22:42                                                                                           | + 0:02:52                                                                                         |
| 4.                                                                                                | Česko                                                                                             | Michal Smola                                                                                      | 1:47:18                                                                                           | + 0:02:17                                                                                         | 18.                                                                                               | Česko                                                                                             | Eva Juřeníková                                                                                    | 1:30:07                                                                                           | + 0:10:17                                                                                         |
| 15.                                                                                               | Česko                                                                                             | Petr Losman                                                                                       | 1:50:43                                                                                           | + 0:05:42                                                                                         | 34.                                                                                               | Česko                                                                                             | Radka Brožková                                                                                    | 1:38:06                                                                                           | + 0:18:16                                                                                         |

## Výsledky štafetového závodu
| Muži | Muži | Muži | Muži | Muži | Ženy                                                                                              | Ženy                                                                                              | Ženy                                                                                              | Ženy                                                                                              | Ženy                                                                                              |
| --- | --- | --- | --- | --- | ------------------------------------------------------------------------------------------------- | ------------------------------------------------------------------------------------------------- | ------------------------------------------------------------------------------------------------- | ------------------------------------------------------------------------------------------------- | ------------------------------------------------------------------------------------------------- |
| - Traťové parametry : 6,8–8 km, 20–22 kontrol, 405–470 m převýšení - Mapa: Himmelbjerget 1:10 000 E 5 m | - Traťové parametry : 6,8–8 km, 20–22 kontrol, 405–470 m převýšení - Mapa: Himmelbjerget 1:10 000 E 5 m | - Traťové parametry : 6,8–8 km, 20–22 kontrol, 405–470 m převýšení - Mapa: Himmelbjerget 1:10 000 E 5 m | - Traťové parametry : 6,8–8 km, 20–22 kontrol, 405–470 m převýšení - Mapa: Himmelbjerget 1:10 000 E 5 m | - Traťové parametry : 6,8–8 km, 20–22 kontrol, 405–470 m převýšení - Mapa: Himmelbjerget 1:10 000 E 5 m | - Parametry : 5,1–6,9 km, 14–19 kontrol, 305–410 m převýšení - Mapa: Himmelbjerget 1:10 000 E 5 m | - Parametry : 5,1–6,9 km, 14–19 kontrol, 305–410 m převýšení - Mapa: Himmelbjerget 1:10 000 E 5 m | - Parametry : 5,1–6,9 km, 14–19 kontrol, 305–410 m převýšení - Mapa: Himmelbjerget 1:10 000 E 5 m | - Parametry : 5,1–6,9 km, 14–19 kontrol, 305–410 m převýšení - Mapa: Himmelbjerget 1:10 000 E 5 m | - Parametry : 5,1–6,9 km, 14–19 kontrol, 305–410 m převýšení - Mapa: Himmelbjerget 1:10 000 E 5 m |
| Umístění                                                                                                | Země | Jméno                                                                                                   | Čas | Ztráta                                                                                                  | Umístění                                                                                          | Země                                                                                              | Jméno                                                                                             | Čas                                                                                               | Ztráta                                                                                            |
| | Rusko                                                                                                   | Roman Jefimov Andrej Chramov Valentin Novikov                                                           | 2:11:41                                                                                                 | |                                                                                                   | Finsko                                                                                            | Paula Haapakoskiová Heli Jukkolaová Minna Kauppiová                                               | 2:21:05                                                                                           |                                                                                                   |
| | Finsko                                                                                                  | Mats Haldin Jarkko Huovila Jani Lakanen                                                                 | 2:15:44                                                                                                 | + 0:04:03                                                                                               |                                                                                                   | Švédsko                                                                                           | Jenny Johanssonová Kajsa Nilssonová Karolina A. Höjsgaardová                                      | 2:22:16                                                                                           | + 0:01:11                                                                                         |
| | Švédsko                                                                                                 | Niclas Jonasson Emil Wingstedt Mattias Karlsson                                                         | 2:18:22                                                                                                 | + 0:06:41                                                                                               |                                                                                                   | Švýcarsko                                                                                         | Martina Fritschyová Vroni Koenig-Salmiová Simone Niggli-Luderová                                  | 2:22:55                                                                                           | + 0:01:50                                                                                         |
| 5. | Česko                                                                                                   | Vladimír Lučan Michal Smola Petr Losman                                                                 | 2:22:55                                                                                                 | + 0:11:14                                                                                               | 5.                                                                                                | Česko                                                                                             | Zdenka Stará Eva Juřeníková Dana Brožková                                                         | 2:26:54                                                                                           | + 0:05:49                                                                                         |

## Medailová klasifikace podle zemí
| Medailová klasifikace podle zemí | Medailová klasifikace podle zemí | Medailová klasifikace podle zemí | Medailová klasifikace podle zemí | Medailová klasifikace podle zemí | Medailová klasifikace podle zemí |
| Umístění                         | Země                             | Zlato                            | Stříbro                          | Bronz                            | Součet                           |
| -------------------------------- | -------------------------------- | -------------------------------- | -------------------------------- | -------------------------------- | -------------------------------- |
|                                  | Švýcarsko                        | 2                                | 3                                | 1                                | 6                                |
|                                  | Finsko                           | 2                                | 2                                | -                                | 4                                |
|                                  | Norsko                           | 1                                | 2                                | -                                | 3                                |
| 4.                               | Švédsko                          | 1                                | 1                                | 2                                | 4                                |
| 5.                               | Rusko                            | 1                                | -                                | 2                                | 3                                |
| 6.                               | Austrálie                        | 1                                | -                                | -                                | 1                                |
| 7.                               | Česko                            | -                                | -                                | 1                                | 1                                |
| 7.                               | Dánsko                           | -                                | -                                | 1                                | 1                                |
| 7.                               | Velká Británie                   | -                                | -                                | 1                                | 1                                |